# Hunds-Braunwurz
Die Hunds-Braunwurz (Scrophularia canina) ist eine Pflanzenart aus der Gattung Braunwurzen (Scrophularia) innerhalb der Familie der Braunwurzgewächse (Scrophulariaceae).

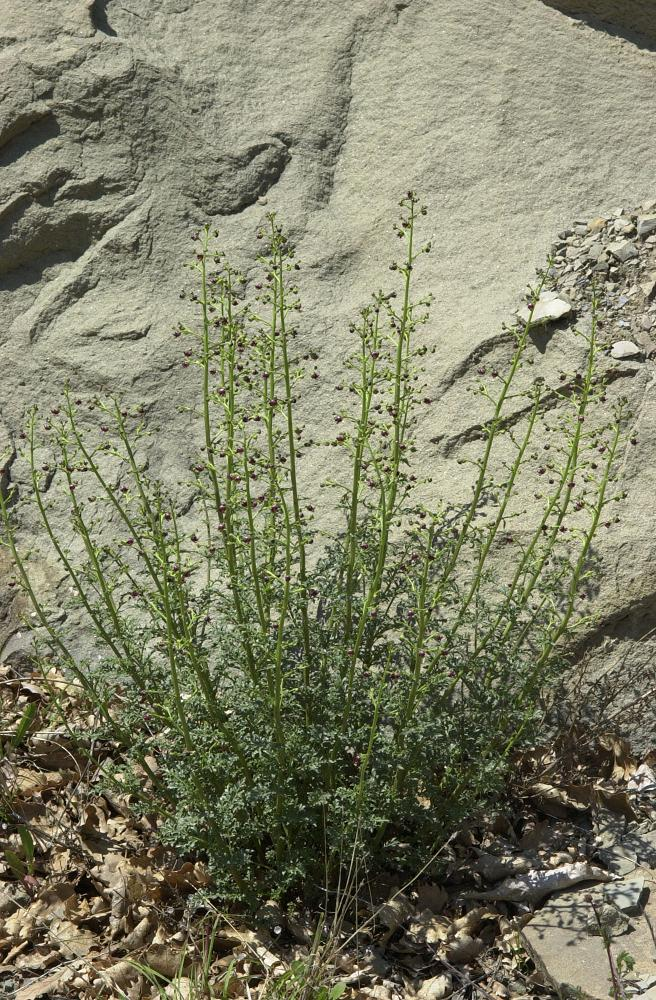
Hunds-Braunwurz (Scrophularia canina)

## Beschreibung
Die Hunds-Braunwurz ist eine unangenehm riechende, ausdauernde krautige Pflanze, die Wuchshöhen von 20 bis 70 Zentimeter erreicht. Der aufrechte, meist unverzweigte Stängel besitzt nur im Blütenstandsbereich kurze Drüsenhaare, unten ist er braunrot, verholzt und mit vier Leisten ausgestattet. Die gegenständig angeordneten Laubblätter sind fünf- bis siebenfach fiederteilig mit länglich-lanzettlichen, ungleich grob gezähnten Blattabschnitten.
Die Blütezeit erstreckt sich von Juni bis September. Die zygomorphen Blüten sind 5 mm lang. Die Blütenkrone ist braunviolett und zuweilen weiß berandet. Die runden Zipfel an der Oberlippe sind kürzer als die halbe Kronröhre.
Die Kapselfrucht ist 5 mm lang, kahl, rundlich und trägt eine kleine Spitze. Die Samen sind 2 mm lang.
Die Chromosomenzahl beträgt 2n = 24 oder 26.

## Ökologie
Die Hunds-Braunwurz ist ein Hemikryptophyt.
An den Kapselfrüchten der Hunds-Braunwurz finden sich oft Gallen, die von Gallmücken der Gattung Asphondylia hervorgerufen werden.

## Vorkommen
Die allgemeine Verbreitung der Hunds-Braunwurz erstreckt sich Nordafrika bis zur Ukraine und bis zur Türkei; nordwärts erreicht ihr Verbreitungsgebiet Mittelfrankreich und die Schweiz, im Oberrheingebiet ist die Nordgrenze der Verbreitung erreicht.
In Deutschland kommt nur die Unterart Scrophularia canina subsp. canina vor. In Deutschland kommt sie am Hochrhein und Oberrhein bis zur Neckarmündung vor.

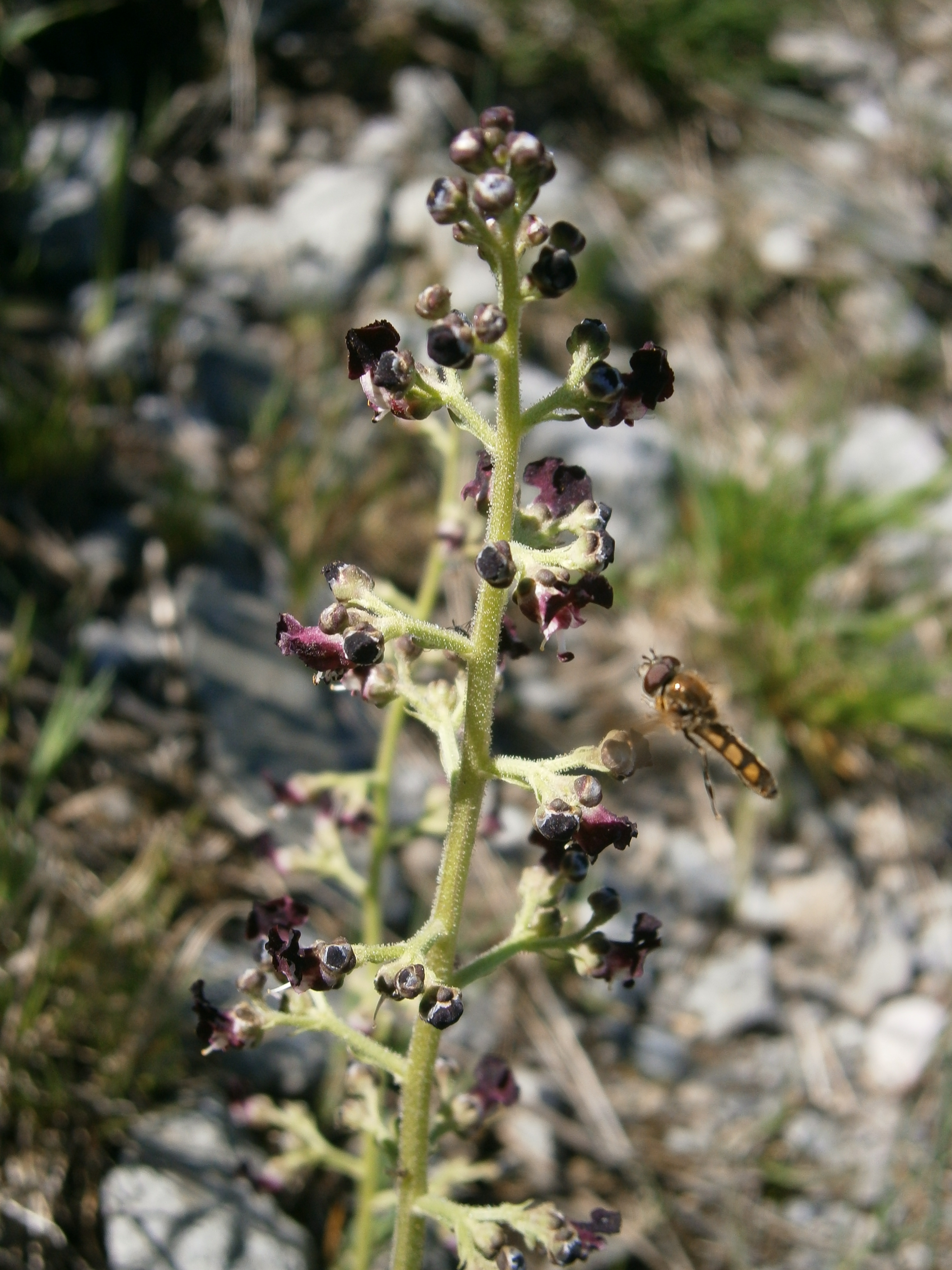
Hunds-Braunwurz (Scrophularia canina subsp. hoppii)

Die Hunds-Braunwurz braucht kalkhaltigen, locker-steinig-kiesigen, sandigen, feinerdearmen Untergrund. Sie besiedelt Böschungen, Kiesbänke, Kiesgruben und Hochufer. Sie ist eine Charakterart des Epilobio-Scrophularietum caninae aus dem Verband Epilobion fleischeri, kommt aber auch in Gesellschaften des Stipion calamagrostidis vor.

## Systematik
Die Hunds-Braunwurz ist eine formenreiche Sippe mit folgenden Unterarten:
- Scrophularia canina subsp. bicolor (Sibth. & Sm.) Greuter:  Sie kommt in Italien, auf der Balkanhalbinsel, in der europäischen Türkei und in der Ukraine vor.[3]
- Scrophularia canina subsp. canina: In Deutschland kommt nur diese Unterart vor, bei der die Oberlippe der Blüte etwa 1/3 so lang ist wie die Kronröhre.
- Scrophularia canina subsp. crithmifolia (Boiss.) O. Bolòs & Vigo: Sie kommt in Spanien vor.[3]
- Strauchige Braunwurz (Scrophularia canina subsp. frutescens (L.) O. Bolòs & Vigo): Sie kommt in Portugal, Spanien und in Sizilien vor.[3]
- Hoppes Braunwurz (Scrophularia canina subsp. hoppii (W.D.J. Koch) P. Fourn., Syn.: Scrophularia juratensis Wydl.): Sie tritt im Gebirge bis in Höhenlagen von 2000 Meter auf. Bei ihr ist die Oberlippe der Blütenkrone ½ bis 2/3 so lang wie die Kronröhre. Das Verbreitungsgebiet umfasst Frankreich, die Schweiz, Österreich, Italien, Kroatien, Slowenien und Serbien.[3]
- Scrophularia canina subsp. tristis (K. Malý) V. Nikolic: Sie kommt in Serbien vor.[3]